# Sulasalmensaari (ö i Enare träsk, Enare)
Sulasalmensaari, nordsamiska: Sudesčuálmáásuálui, är en ö i Finland. Den ligger sjön Enare träsk och  i kommunen Enare  i den ekonomiska regionen Norra Lappland och landskapet Lappland, i den norra delen av landet, 1 000 km norr om huvudstaden Helsingfors. Öns area är 4,3 hektar och dess största längd är 450 meter i sydväst-nordöstlig riktning.